# Simmone Jacobs
Kim Simmone Geraldine Jacobs (5 settembre 1966) è un'ex velocista britannica.

## Palmarès
| Anno | Manifestazione          | Sede         | Evento      | Risultato        | Prestazione | Note |
| ---- | ----------------------- | ------------ | ----------- | ---------------- | ----------- | ---- |
| 1983 | Europei juniores        | Schwechat    | 100 metri   | Argento          | 11"59       |      |
| 1983 | Europei juniores        | Schwechat    | 200 metri   | Bronzo           | 23"28       |      |
| 1983 | Europei juniores        | Schwechat    | 4×100 metri | Bronzo           | 44"86       |      |
| 1984 | Giochi Olimpici         | Los Angeles  | 4×100 metri | Bronzo           | 43"11       |      |
| 1988 | Giochi Olimpici         | Seul         | 100 metri   | Quarti di finale | 11"31       |      |
| 1988 | Giochi Olimpici         | Seul         | 4x100 m     | semifinale       | 43"50       |      |
| 1990 | Giochi del Commonwealth | Auckland     | 4×100 metri | Argento          | 44"15       |      |
| 1990 | Europei                 | Spalato      | 4×100 metri | Bronzo           | 43"32       |      |
| 1994 | Giochi del Commonwealth | Victoria     | 4×100 metri | Bronzo           | 43"46       |      |
| 1998 | Giochi del Commonwealth | Kuala Lumpur | 4×100 metri | Bronzo           | 43"69       |      |